# Baca County
Baca County is een county in de Amerikaanse staat Colorado.
De county heeft een landoppervlakte van 6.619 km² en telt 4.517 inwoners (volkstelling 2000). De hoofdplaats is Springfield.